# Due nel mirino
Due nel mirino (Bird on a Wire) è un film del 1990 diretto da John Badham e interpretato da Mel Gibson e Goldie Hawn.

## Trama
Rick Jarmin, posto nel programma di protezione dei testimoni per aver testimoniato contro l'agente Sorenson per un caso di droga, è costretto per questo a cambiare continuamente nome, mestiere e residenza. Quindici anni dopo, Sorenson viene rilasciato e, assieme al suo socio Diggs, progetta di rintracciare Jarmin per vendicarsi, mentre questi lavora a Detroit come meccanico e benzinaio. 
Un giorno, Jarmin incrocia per caso Marianne Graves, la sua ex fidanzata, che lo credeva morto e che lo riconosce, nonostante i suoi dinieghi. Visto che la sua copertura è saltata, Jarmin telefona al suo supervisore, per ottenere una nuova identità. Scopre però che si è ritirato, poiché malato di Alzheimer. Il suo nuovo contatto, un poliziotto di nome Weyburn, è tuttavia corrotto ed alleato con Diggs e Sorenson, ai quali rivela dove si trova. I due criminali si recano alla pompa di benzina dove, durante una sparatoria, Rick rimane ferito ad una natica e fugge sull'auto di Marianne, tornata casualmente sul posto.
Costretti a fuggire dai due che li vogliono morti, cercano salvezza nei luoghi dove Jarmin ha, via via, lavorato mentre era sotto copertura: prima un salone di bellezza dove è stato parrucchiere e poi una clinica per animali, dove ha fatto il veterinario. La proprietaria, ex fidanzata di Jarmin, ma ancora innamorata di lui, gli medica la ferita al fondoschiena.
In serata, Jarmin e Marianne si recano in un motel dove si rendono conto di essere ancora innamorati, ma il giorno successivo sono costretti a fuggire perché Sorenson, Diggs e Weyburn sono riusciti a rintracciarli e li raggiungono in uno zoo, un altro posto dove Jarmin aveva lavorato in precedenza. Grazie alla sua conoscenza del posto, riescono ad avere la meglio sui malviventi, che incontrano morti orribili, sbranati o folgorati. Finalmente Jarmin può vivere serenamente, e si concedende una vacanza ai Caraibi con Marianne.